# Alum Creek (Yellowstone River)
Der Alum Creek ist ein etwa 26 km langer, linker Nebenfluss des Yellowstone River im Nordwesten des US-Bundesstaates Wyoming. Er fließt auf seiner gesamten Länge durch den Yellowstone-Nationalpark.

## Verlauf
Der Alum Creek entspringt nördlich des Beach Lake auf dem zentralen Hochplateau des Yellowstone-Nationalparks im nördlichsten Teton County auf einer Höhe von etwa 2530 m. Er fließt zunächst nach Norden ins Park County, wendet sich nach Nordwesten und weiter flussabwärts nach Nordosten. Er erreicht das Hayden Valley und mäandriert mit geringem Gefälle durch das Hochtal in nordöstliche Richtung. Zudem erhält er mit dem Violet Creek von links seinen einzigen benannten Zufluss. Nach etwa 26 km mündet der Alum Creek unmittelbar nach Unterqueren der Grand Loop Road auf einer Höhe von 2342 m in den hier nach Nordwesten fließenden Yellowstone River, wenige Kilometer oberhalb des Grand Canyon of the Yellowstone. Der Mary Mountain Nez Perce Trail folgt dem Fluss von der Mündung bis etwa zur Einmündung des Violet Creek.

## Hydrologie
Der Alum Creek ist als Nebenfluss des Yellowstone River Teil des Einzugsgebietes des Missouri, der über den Mississippi in den Golf von Mexiko entwässert. Das Einzugsgebiet des Alum Creek umfasst ein Areal von etwa 72 km² und grenzt an die Einzugsgebiete von Trout Creek im Osten, Nez Perce Creek im Westen, Magpie Creek im Nordwesten sowie Otter Creek im Norden.

## Belege
1. ↑  Alum Creek (Yellowstone River). In: Geographic Names Information System. United States Geological Survey, United States Department of the Interior (englisch).